# Caracoris nigropunctatus
Caracoris nigropunctatus är en insektsart som beskrevs av Schwartz 1989. Caracoris nigropunctatus ingår i släktet Caracoris och familjen ängsskinnbaggar. Inga underarter finns listade i Catalogue of Life.